# 北十津川村
北十津川村（きたとつかわむら）は奈良県吉野郡にあった村。現在の十津川村の北端にあたる。

## 地理
- 山岳：釈迦ヶ岳、孔雀岳、仏生嶽、七面山、下辻山、伯母子岳、護摩壇山、鉾尖岳、崖又山
- 河川：十津川、神納川、旭川、字無ノ川

## 歴史
- 1889年（明治22年）4月1日 - 町村制の施行により、長殿村・沼田原村・旭村・宇宮原村・谷瀬村・上野地村・林村・高津村・内野村・山天村・三浦村・五百瀬村・杉清村の区域をもって発足。
- 1890年（明治23年）6月19日 - 十津川花園村・西十津川村・南十津川村・東十津川村・中十津川村と合併して十津川村が発足。同日北十津川村廃止。